# Zu Unserer Lieben Frau vom Kreuzberg

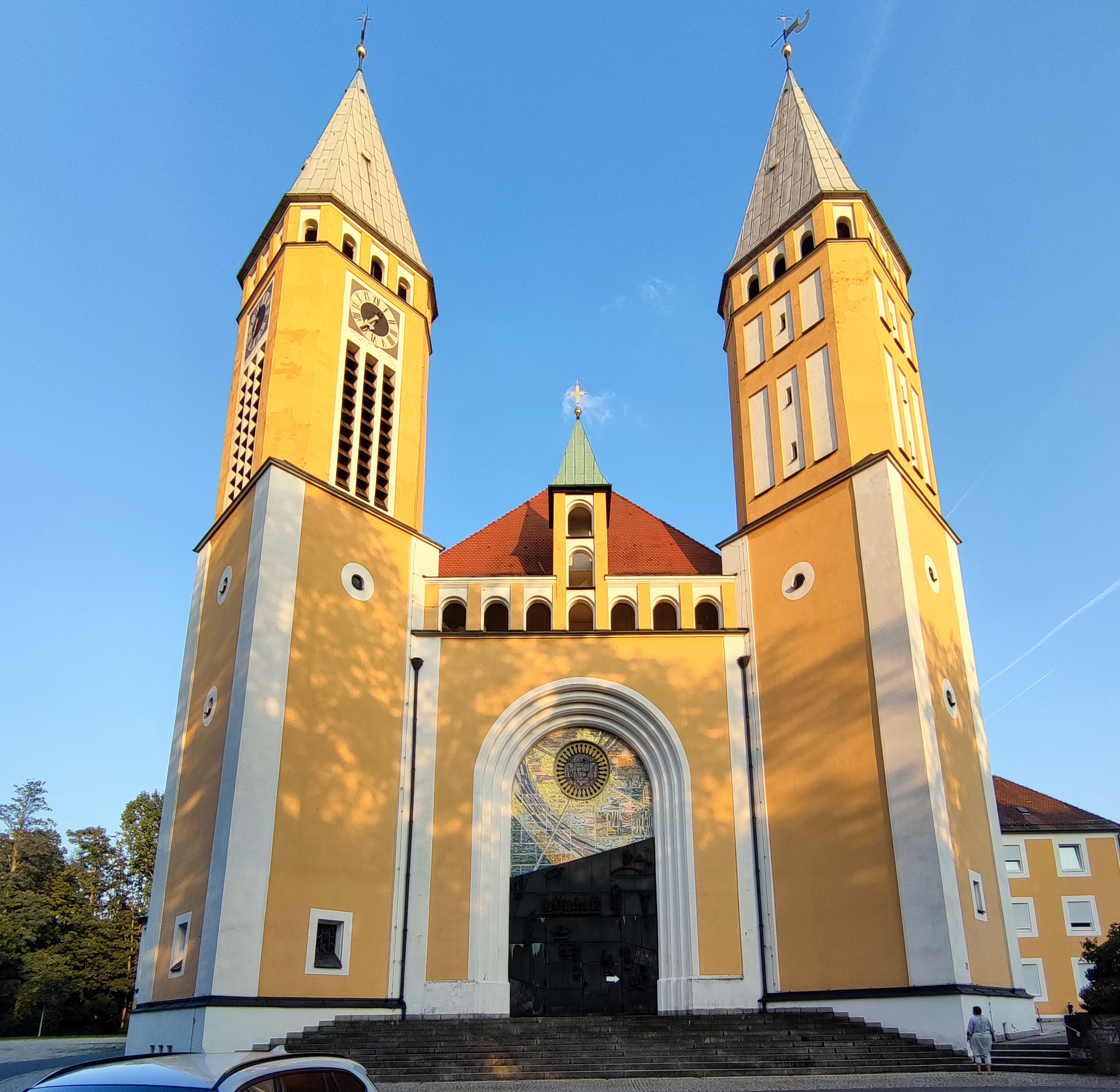
Wallfahrtskirche Zu Unserer Lieben Frau vom Kreuzberg

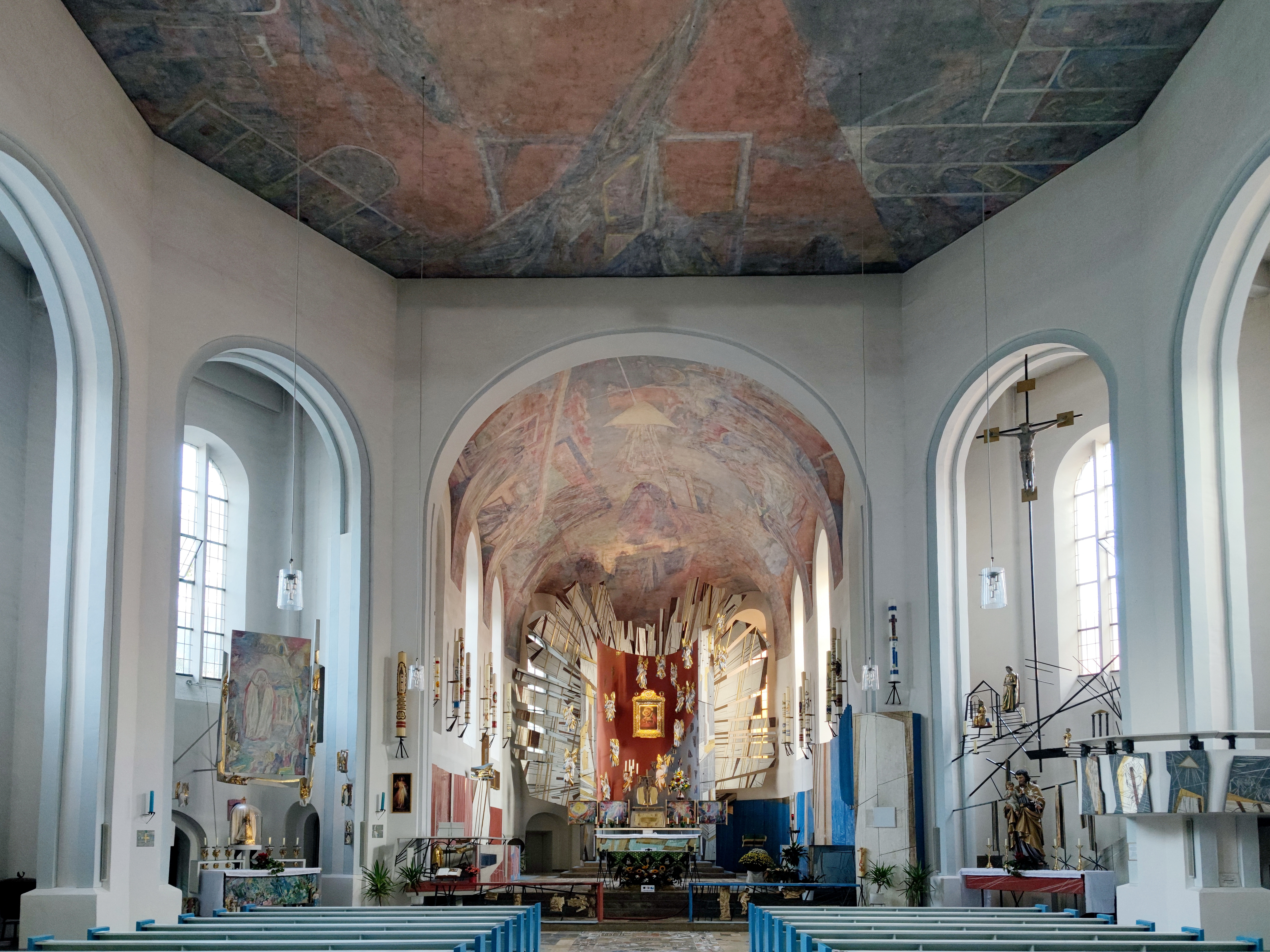
Wallfahrtskirche Zu Unserer Lieben Frau vom Kreuzberg: Innenraum

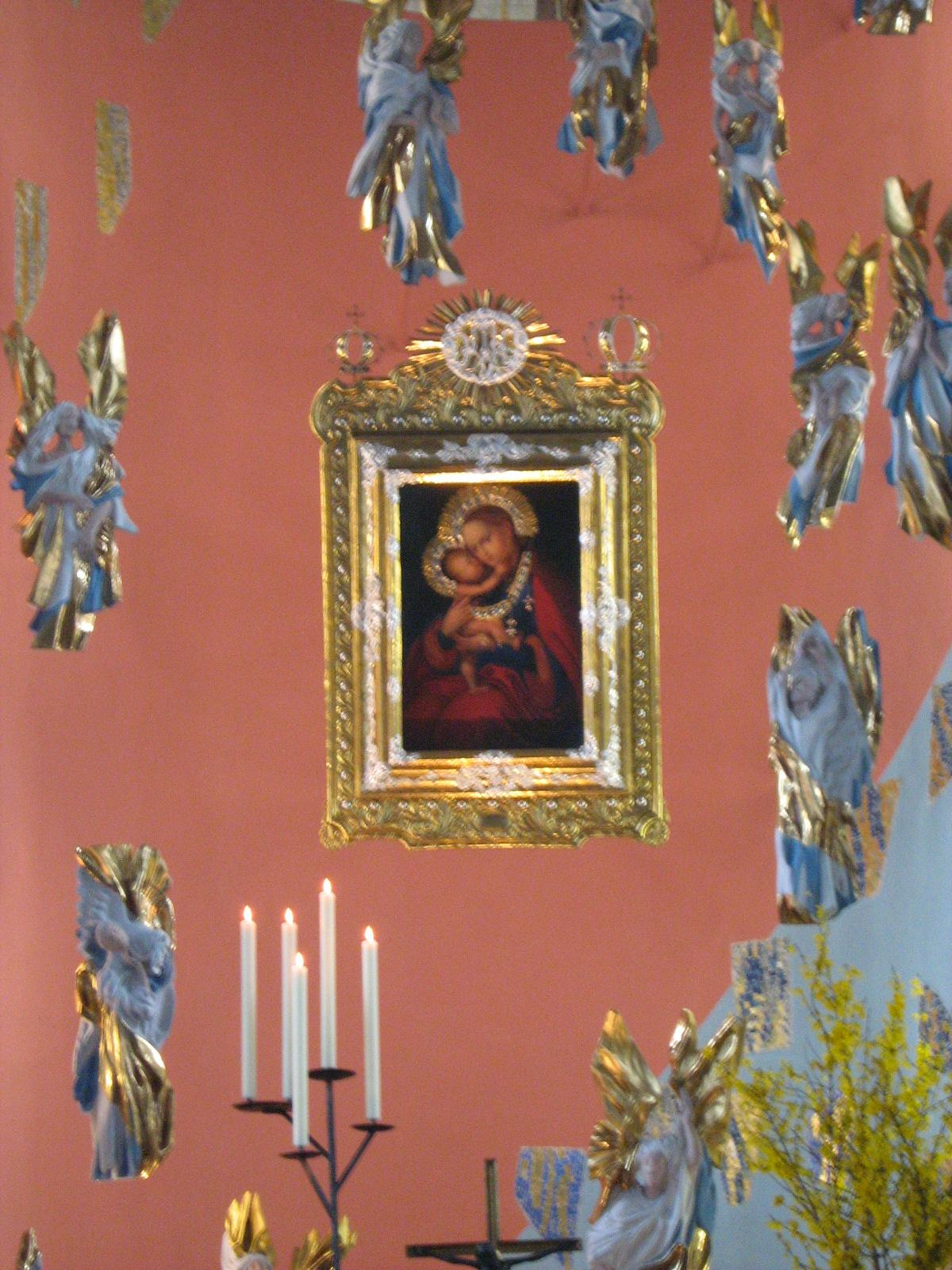
Gnadenbild Mariahilf mit Engel

Die Wallfahrtskirche Zu Unserer Lieben Frau vom Kreuzberg ist eine Pfarrkirche auf dem Kreuzberg in Schwandorf (Bayern). Sie ist gleichzeitig Klosterkirche des Karmelitenordens. Der weithin sichtbaren Orientierungspunkt in der Region ist das bedeutendste Bauwerk auf dem Kreuzberg und prägt das Erscheinungsbild des Berges sowohl architektonisch als auch geistlich.

## Geschichte

### Frühere Kirche
Nachdem 1556 die Michaelkapelle abgebrochen wurde, wurde der „Spielberg“ als Hinrichtungsstätte genutzt. Anfang des 17. Jh. wurden die Galgen abgerissen und drei Kreuze errichtet (Kreuzberg). 1678 wurde die erste Marienkapelle von Pietro II. Spineta gebaut. Das Maria-Hilf-Bild wurde 1679 gestiftet. Ab 1695 wurde die Wallfahrt von den Kapuzinern betreut, die die Kapelle 1698 zu einer vierjochigen Kirche erweiterten. 1782 wurde die Kirche erneut vergrößert. 1802 wurde das Kapuzinerkloster durch die Säkularisation aufgelöst und ab 1889 von den Karmeliten wieder übernommen, die 1892 das Kloster neben der Kirche neu errichteten.
Das barocke Gotteshaus wurde am 17. April 1945 bei einem Bombenangriff 1945 fast vollständig zerstört. Frater Edmund fiel dem Angriff zum Opfer, während sich die übrigen Patres retten konnten. Das Gnadenbild Mariahilf von Lucas Cranach dem Älteren blieb dabei unversehrt.

### Heutige Kirche
Von 1949 bis 1952 erfolgte der Wiederaufbau unter Prior Pater Alexander Schultes. Der moderne Kirchenbau wurde nach Plänen des Regensburger Regierungsbaumeisters Franz Seraph Günther errichtet. Die künstlerische Leitung übernahm der akademische Maler Blasius Spreng aus München. Am 2. Juli 1960 wurde das Gotteshaus von Weihbischof Josef Hiltl feierlich eingeweiht.

## Ausstattung
Aus dem Schutt der im Bombenkrieg zerstörten Kirche wurden 85 stark beschädigte Figuren der seit 1881 in der Kreuzbergkirche aufgestellten Krippe geborgen und ab 1977 restauriert. Einige barocke Figuren tragen Datierungen (1736, 1738, 1739); diese und weitere stammen vermutlich von der alten Krippe der Kreuzberger Kapuziner. Etwa 40 andere Figuren gehören stilistisch schon dem Biedermeier an; sie werden vorwiegend in Krippenszenen außerhalb des Weihnachtsfestkreises verwendet. Alle Kulissen und die gemalten Hintergründe sind neu.

## Orgel

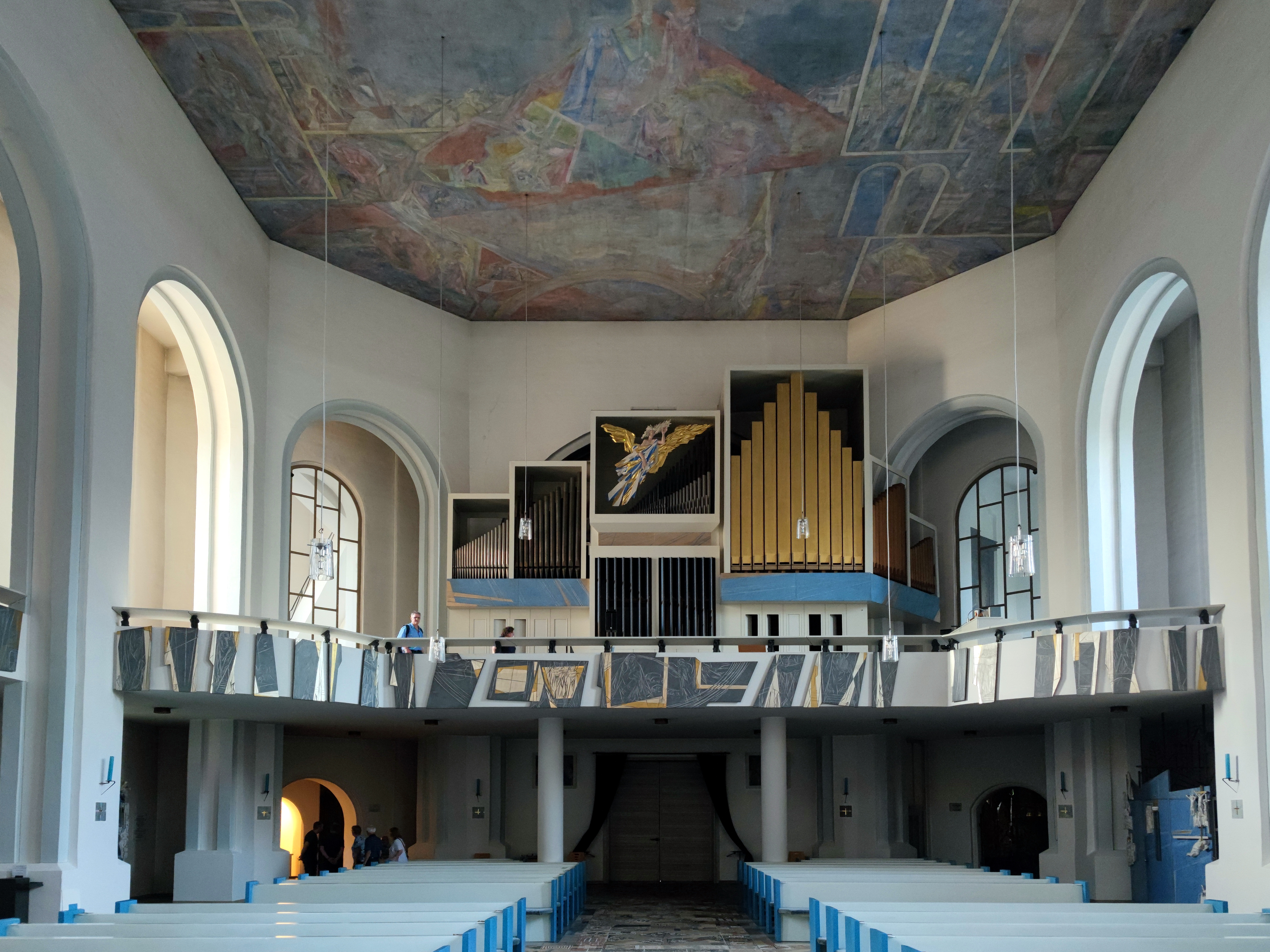
Empore mit Orgel

Die Orgel wurde in den Jahren 1958–1960 von der Orgelbaufirma Weise (Plattling) erbaut. Eine Besonderheit im Bistum Regensburg ist die Fachberatung und Konzeption durch Rudolf Walter aus Mainz. Das Instrument hat 48 Register (3753 Pfeifen) auf drei Manualen und Pedal. Die Spiel- und Registertrakturen sind elektro-pneumatisch. Eine Generalsanierung ist in Planung.
| I Hauptwerk C–c4 |                |       |
| 1.               | Viola di Gamba | 16′   |
| 2.               | Prinzipal      | 8′    |
| 3.               | Rohrflöte      | 8′    |
| 4.               | Oktav          | 4′    |
| 5.               | Spitzflöte     | 4′    |
| 6.               | Nasat          | 2 ⁄3′ |
| 7.               | Oktav          | 2′    |
| 8.               | Mixtur V       | 2′    |
| 9.               | Cimbel III     | 1′    |
| 10.              | Trompete       | 16′   |
| 11.              | Trompete       | 8′    |

| II Schwellwerk C–c4 |                 |     |
| 12.                 | Quintade        | 16′ |
| 13.                 | Prinzipal       | 8′  |
| 14.                 | Gedackt         | 8′  |
| 15.                 | Weidenpfeife    | 8′  |
| 16.                 | Oktav           | 4′  |
| 17.                 | Querflöte       | 4′  |
| 18.                 | Nachthorn       | 2′  |
| 19.                 | Sesquialter III |     |
| 20.                 | Hintersatz IV   | 2′  |
| 21.                 | Scharf IV       | 2′  |
| 22.                 | Fagott          | 16′ |
| 23.                 | Trompete        | 8′  |
| 24.                 | Clarine         | 4′  |
|                     | Tremulant       |     |

| III Kronwerk C–c4 |              |       |
| 25.               | Gedeckt      | 8′    |
| 26.               | Spitzgambe   | 8′    |
| 27.               | Prinzipal    | 4′    |
| 28.               | Hohlflöte    | 4′    |
| 29.               | Oktav        | 2′    |
| 30.               | Hörnlein III |       |
| 31.               | Sifflöte     | 1 ⁄3′ |
| 32.               | Flötlein     | 1′    |
| 33.               | Mixtur IV    | 1′    |
| 34.               | Dulzian      | 16′   |
| 35.               | Franz. Oboe  | 8′    |
|                   | Tremulant    |       |

| Pedal C–g1 |            |        |
| 36.        | Untersatz  | 32′    |
| 37.        | Prinzipal  | 16′    |
| 38.        | Subbass    | 16′    |
| 39.        | Holzpommer | 16′    |
| 40.        | Oktavbass  | 8′     |
| 41.        | Bassflöte  | 8′     |
| 42.        | Quinte     | 5 1⁄3′ |
| 43.        | Oktav      | 4′     |
| 44.        | Waldflöte  | 4′     |
| 45.        | Rohrpfeife | 2′     |
| 46.        | Mixtur VI  |        |
| 47.        | Posaune    | 16′    |
| 48.        | Trompete   | 8′     |

- Koppeln: II/I, III/I, III/II, I/P, II/P, III/P
- Spielhilfen: Feste Kombinationen (Pleno, Tutti), Freie Kombinationen, Absteller, Crescendowalze

## Glocken
Die Kirche hat sechs Glocken, die teilweise zu Beginn des 20. Jahrhunderts, teilweise nach dem Zweiten Weltkrieg von unterschiedlichen Glockengießereien gegossen wurden. Das Vollgeläut ist nur ausnahmsweise zu hören.
| Nr. | Name                 | Gussjahr | Gießer                    | Ø (mm) | Masse (kg) | Nominal | Inschrift                                                                                                   |
| --- | -------------------- | -------- | ------------------------- | ------ | ---------- | ------- | --- |
| 1   | Friedensglocke       | 1958     | Georg Hofweber Regensburg | 1630   | 2250       | b0      | „Pax vevis ques defundis memento 17. Aprilis 1945“                                                          |
| 2   | St. Michael          | 1958     | Georg Hofweber Regensburg | 1415   | 1600       | des1    | „Wer ist wie Gott“                                                                                          |
| 3   | St. Theresien        | 1951     | Petit & Edelbrock Gescher | 1210   | 1050       | es1     | „Die Karmeliten von Schwandorf ihrer heiligen Mutter Theresia von Jems – 1951“                              |
| 4   | St. Marien           | 1913     | Karl Hamm Regensburg      |        | 650        | f1      | |
| 5   | St. Josef            | 1913     | Karl Hamm Regensburg      |        | 400        | as1     | |
| 6   | Siegfried Messglocke | 1951     | Petit & Edelbrock Gescher |        | 250        | b1      | „Dona nobis pacem – Anna Lautenschlager, Schwandorf, ihrem gefallenen Sohn Siegfried zum Gedächtnis – 1951“ |

## Anti-WAA-Votivtafel

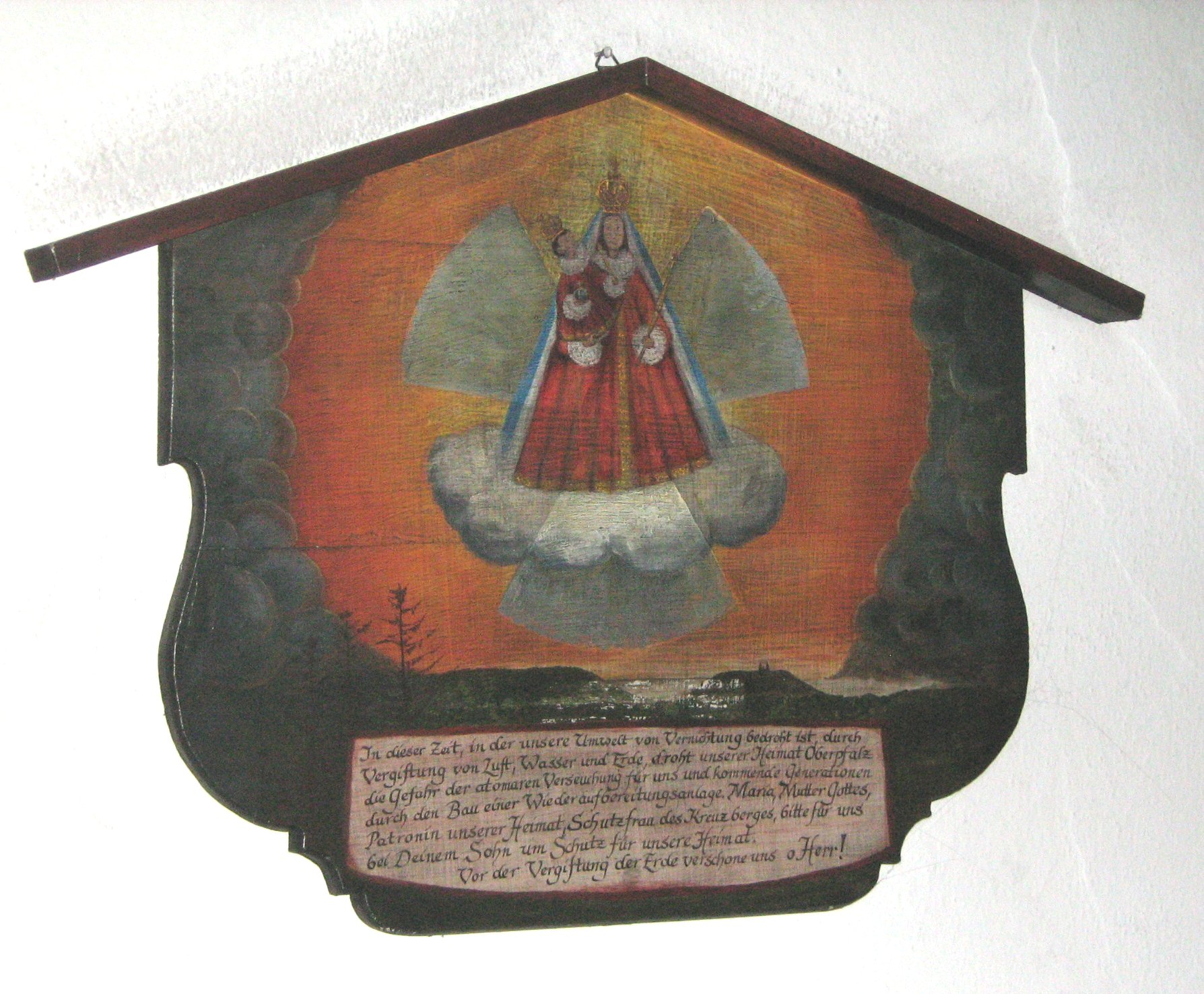
Anti-WAA-Votivtafel

Eine Anti-WAA-Votivtafel hängt in der Seitenkapelle der Klosterkirche und hat folgende Inschrift:
„In dieser Zeit, in der unsere Umwelt von Vernichtung bedroht ist, durch

Vergiftung von Luft, Wasser und Erde, droht unserer Heimat Oberpfalz

die Gefahr der atomaren Verseuchung für uns und kommende Generationen

durch den Bau einer Wiederaufbereitungsanlage. Maria, Mutter Gottes,

Patronin unserer Heimat, Schutzfrau des Kreuzberges, bitte für uns

bei Deinem Sohn um Schutz für unsere Heimat.

Vor der Vergiftung der Erde verschone uns o Herr!“